# Год дракона (фильм, 1981)
«Год дракона» — советский исторический кинофильм 1981 года, снятый по сценарию Юрия Визбора и по мотивам исторического романа Зии Самади «Маимхан».

## Сюжет
Фильм рассказывает о трагическом поражении народного восстания под предводительством молодого джигита Ахтама (Ораз Амангельдыев) и юной красавицы Маимхан (Тамара Яндиева). События развиваются в начале освободительной борьбы уйгурского народа против маньчжуро-китайских поработителей. Середина XVIII века.

## В ролях
- Ораз Амангельдыев — Ахтам
- Бимболат (Бибо) Ватаев — Махмуд Гук Ин
- Тамара Яндиева — Маимхан
- Юсупжан Саитов — Аскар
- Байтен Омаров — генерал-губернатор
- Тулюбек Аралбаев — немой
- Куатбай Абдреимов — Умарджан
- Зейнулла Сетеков — Саляй
- Меруерт Утекешева — Шаньхуа
- Болот Бейшеналиев — Ван
- Макиль Куланбаев — Жадан

## Производство и релиз
Фильм был снят на киностудии Казахфильм. Премьера состоялась в мае 1982 года в Москве.

## Награды
- 1982 — 15 ВКФ (Таллин) по разделу художественных фильмов: диплом жюри — киностудии Казахфильм за фильм «Год дракона»[1].